# Charles Goutzwiller
Charles Antoine Adam Goutzwiller, né à Altkirch (Haut-Rhin) le 3 septembre 1819 et mort à Coincy (Aisne) le 2 février 1900 , est un artiste et historien de l'art alsacien. Il est l'auteur de portraits, de paysages, de natures mortes, de motifs d'architecture et de sculpture pour la gravure. Ses lithographies illustrent plusieurs ouvrages sur l'art.
Au collège d'Altkirch, il fut le premier professeur de dessin du peintre Jean-Jacques Henner, qui exécuta son portrait en 1891.

## Œuvres

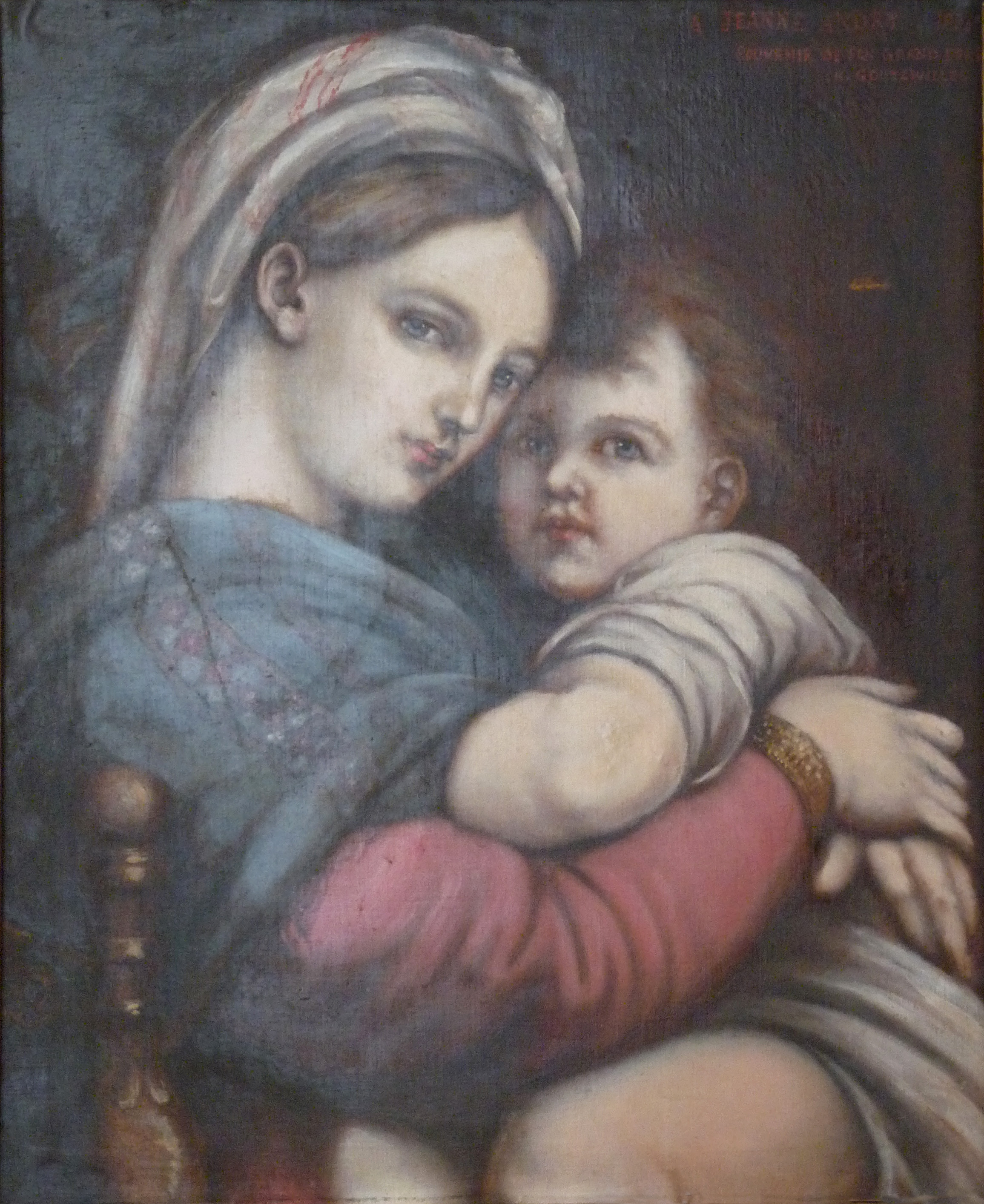
Vierge à l'enfant, huile sur toile
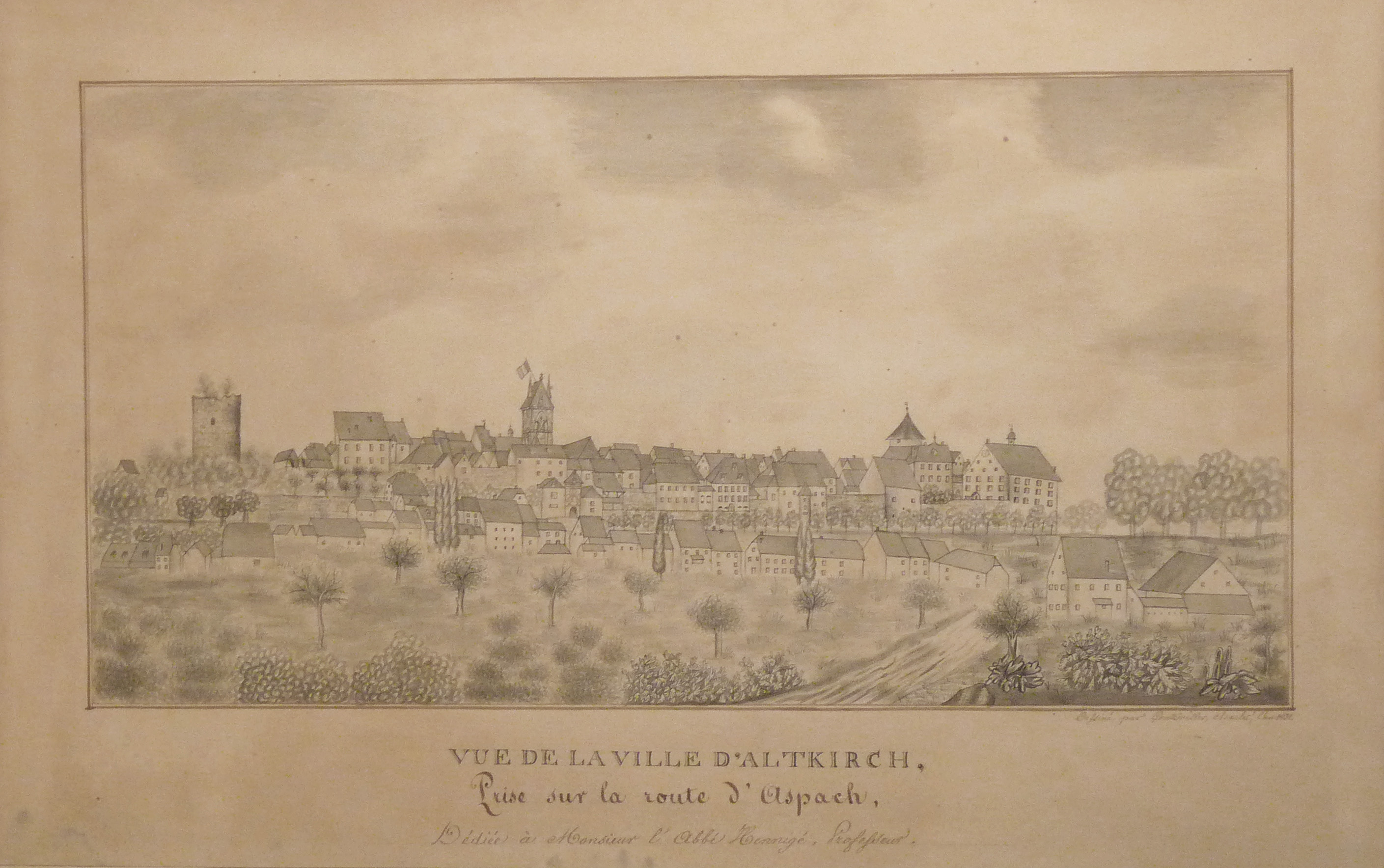
Vue d'Altkirch prise du chemin d'Aspach, dessin à la plume et lavis, 1832
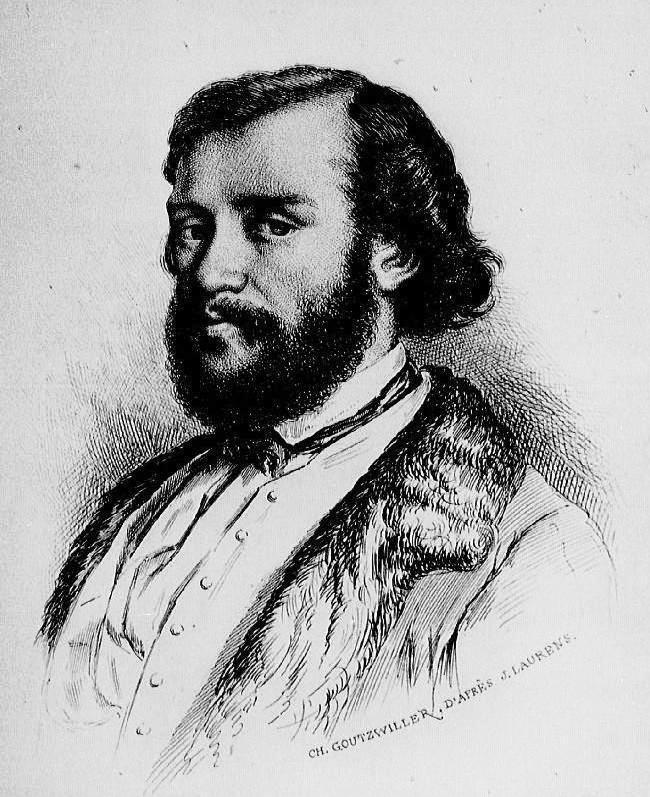
Portrait de Xavier Hommaire de Hell, lithographie d'après un dessin de Jules Laurens

## Publications
- « X. Hommaire de Hell. Étude biographique », in Revue d'Alsace, Colmar, 1860 (p. 337, 385, 469 et 529) et 1861 (p. 69 et 145)
- Le Musée de Colmar : Notice sur les peintures de Martin Schongauer et de divers artistes des anciennes écoles allemandes, C. Decker, Colmar, 1867, 80 p.
- « Le musée de Colmar », Revue d'Alsace, t. 17,‎ 1866, p. 369-385, 424-440 (lire en ligne), t.18, 1867, p. 69-83, 169-181, 399-411, 457-465
- Le Comté de Ferrette : esquisses historiques, 1868 (domaine public disponible en téléchargement libre :https://archive.org/details/LeComtDeFerrette)
- Curiosités alsaciennes. Les vases de Ribeauvillé, Impr. de Vve L. L. Bader, Mulhouse, 1872, 28 p.
- « Le retable de Luemschwiller », in Revue alsacienne, 1886, no  6
- Souvenirs d'Alsace, portraits, paysages : à travers le passé, Impr. nouvelle, Belfort, 1898, 475 p., lire en ligne sur Gallica
- Versailles et les Trianons, de Paul Bosq, illustré par Goutzwiller